# Pierre-Gilles de Gennes

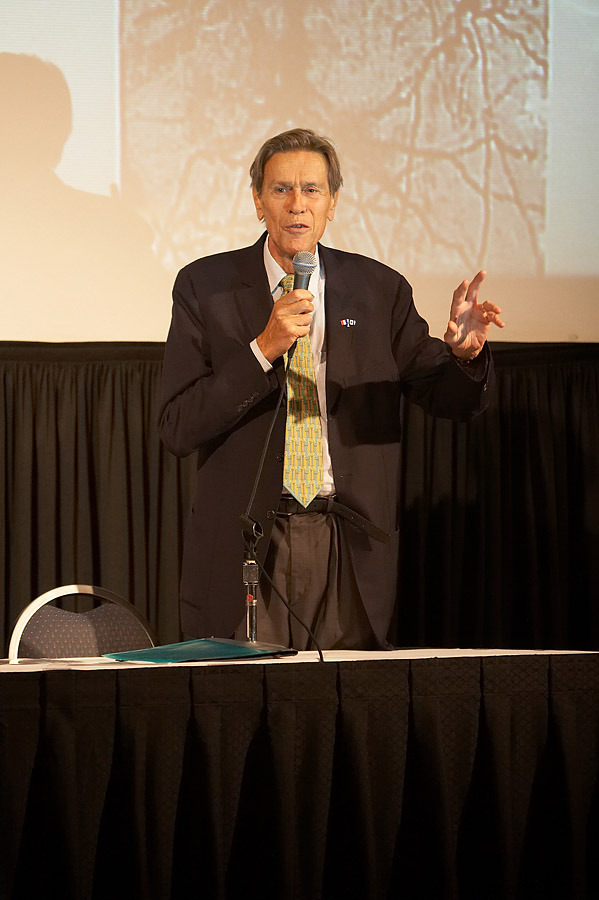
Pierre-Gilles de Gennes (2006)

Pierre-Gilles de Gennes (* 24. Oktober 1932 in Paris; † 18. Mai 2007 in Orsay) war ein französischer Physiker, der 1991 den Physik-Nobelpreis erhielt. Er forschte über Supraleitung und weiche Materie.

## Leben
Pierre-Gilles de Gennes graduierte 1955 an der École normale supérieure. Anschließend war er bis 1959 Forschungsingenieur am Zentrum für Atomenergie (Saclay) (CEA2), wo er sich vorwiegend mit Neutronenstreuung und mit Magnetismus beschäftigte. 1957 wurde er promoviert. 1959 folgte ein Forschungsaufenthalt bei dem Festkörperphysiker Charles Kittel an der University of California, Berkeley.
Nach einem 27-monatigen Militärdienst bei der Französischen Marine wurde er 1961 Assistenzprofessor in Orsay. Dort beschäftigte er sich zunächst mit Supraleitung. Um 1968 wechselte er auf das Gebiet der Flüssigkristalle. 1971 wurde er Professor am Collège de France.

## Wirken
De Gennes erhielt zahlreiche Auszeichnungen für seine Arbeiten über Flüssigkristalle und zur Polymerphysik. De Gennes war Mitglied der französischen Akademie der Wissenschaften („Académie des sciences“), der American Academy of Arts and Sciences (seit 1976), der Royal Society (seit 1984), der National Academy of Sciences (seit 1987) sowie zahlreicher weiterer wissenschaftlicher Akademien und Gelehrtengesellschaften, und Honorarprofessor am Collège de France.
1977 wurde de Gennes mit dem Prix Ampère ausgezeichnet, 1983 mit dem Gay-Lussac-Humboldt-Preis, 1988 mit dem ACS Award in Polymer Chemistry. 1990 bekam er die Lorentz-Medaille und 1991 erhielt er den Physik-Nobelpreis „für seine Entdeckung, dass Methoden zur Untersuchung von Ordnungsphänomenen in einfachen Systemen für komplexere Materieformen verallgemeinert werden können, insbesondere für Flüssigkristalle und Polymere“. Ein bleibendes Verdienst ist die Formulierung von Skalengesetzen für komplexe Systeme wie Polymerlösungen oder -schmelzen auf der Grundlage von der in den Ingenieurwissenschaften gängigen Dimensionsanalyse sowie grundlegende Arbeiten zum Reptationsmodell für die Dynamik verschlaufter Polymere.
Er wandte sich nun auch zunehmend Fragen der Polymerphysik zu. In jüngerer Zeit kamen als neue Interessensschwerpunkte insbesondere Grenzflächenphänomene sowie die Dynamik granularer Materie hinzu.

## Schriften
- P. G. de Gennes, F. Brochard-Wyart, D. Quéré: Capillarity and Wetting Phenomena : Drops, Bubbles, Pearls, Waves. Springer, 2003, ISBN 0-387-00592-7
- P. G. de Gennes, Jacques Prost: The Physics of Liquid Crystals. Clarendon Press, Oxford 1993, ISBN 0-19-852024-7
- P. G. de Gennes: Simple Views on Condensed Matter. World Scientific Publishing Co, 1998, ISBN 981-238-282-8
- P. G. de Gennes: Scaling concepts in polymer physics. Cornell University Press, Ithaca 1979, ISBN 0-8014-1203-X
- P. G. de Gennes: Superconductivity of Metals and Alloys. W. A. Benjamin, 1964, ISBN 0-7382-0101-4